# 背蔭河駅
背蔭河駅（はいいんがえき）とは、中華人民共和国黒竜江省ハルビン市五常市背蔭河鎮に位置する拉浜線の駅。

## 歴史
- 1934年　開業。

## 隣の駅
中華人民共和国鉄道部
拉浜線
安家駅 - 背蔭河駅 - 拉林駅
座標: 北緯45度10分04秒 東経126度59分32秒 / 北緯45.1679度 東経126.9922度